# أرخازلو
أرخازلو هي قرية في مقاطعة نمين، إيران. يقدر عدد سكانها بـ 700 نسمة بحسب إحصاء 2016.